# شاملیق
شاملیق (به لاتین: Şamlıq) یک منطقه مسکونی در جمهوری آذربایجان است که در شهرستان تووز واقع شده است. شاملیق ۳۷۱ نفر جمعیت دارد.